# Itatiba do Sul
Itatiba do Sul är en kommun i Brasilien.   Den ligger i delstaten Rio Grande do Sul, i den södra delen av landet, 1 400 km söder om huvudstaden Brasília. Antalet invånare är 4 171.
I omgivningarna runt Itatiba do Sul växer huvudsakligen savannskog. Runt Itatiba do Sul är det glesbefolkat, med 15 invånare per kvadratkilometer.